# Alt Karabakh
|  | Aquest article fa referència a la regió. Per a l'estat, vegeu República d'Artsakh, i per al conflicte armat vegeu Conflicte de l'Alt Karabakh |

L'Alt Karabakh és una regió internacionalment reconeguda com a part de l'Azerbaidjan, antigament de població armènia. Des del 10 de desembre de 1991 i fins al 20 de setembre de 2023 tenia gran part del territori sota la tutela de la República d'Artsakh, nom armeni de la regió en el seu conjunt. És coneguda també per l'antic nom rus de Nagorno-Karabakh (Нагорный Карабах). Està situada a la regió de la Transcaucàsia i limita amb la Regió del Karabakh (Baix Karabakh) i la regió de Siunia. El nom armeni és Lernayin Gharabaghi (Լեռնային Ղարաբաղ), i l'àzeri Dağlıq Qarabağ o Yuxarı Qarabağ. La capital és Xankəndi.
La regió normalment es considera que coincideix amb les fronteres administratives de l'antiga óblast autònoma de Nagorno-Karabakh soviètica i que tenia una superfície de 4.400 km² encara que l'àrea històrica de la regió abasta un total d'uns 8.223 km². La seva població, el 1990, era de 192,000 habitants. En aquesta data, la població era majoritàriament armènia (76%) i àzeri (23%), amb minories de russos i kurds.

## Història

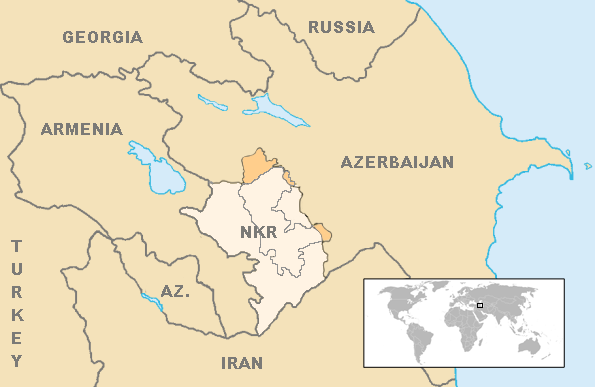
Les fronteres al final del conflicte després de l'alto el foc de 1994. Les forces armènies de l'Artsakh actualment controlen gairebé el 20% del territori de l'Azerbaidjan fora del territori de l'anterior Òblast Autònom de Nagorno-Karabakh. Les forces de l'Azerbaidjan, per altra banda, controlen Shahumian i algunes parts a l'est de Martakert i Martuni.

Després de la Revolució de febrer, el Govern Provisional Rus creà un Comité Especial Transcaucasià (особый Закавказский Комитет (ОЗАКОМ), osobyy Zakavkazskiy Komitet (OZAKOM)) per a governar la zona. Després de la revolució d'octubre fou substituït per la República Transcaucasiana i pel Comissariat Transcaucasià, que serà substituït per una federació. El Sejm de Transcaucàsia es va convocar el 10 de febrer de 1918 i el cap fou el menxevic georgià Níkoloz Txkheïdze. El Sejm proclamà la república independent, democràtica i federativa de Transcaucàsia el 24 de febrer, reconeguda per l'imperi otomà el 28 d'abril tres dies després que la República acceptés el Tractat de Brest-Litovsk i es retirés de Kars. La federació es va dissoldre quan Geòrgia declarà la seva independència el 26 de maig, i la República Democràtica d'Armènia i l'Azerbaidjan seguiren el seu exemple el 28 de maig. L'Alt Karabakh va quedar sota l'administració del Consell del Karabakh armeni local, amb el suport de la població majoritàriament armènia de la regió, i l'Azerbaidjan va intentar diverses vegades afirmar l'autoritat sobre la regió. El governador britànic de Bakú, el tinent general Thomson, va nomenar el Dr. Khosrov bey Sultanov governador general de Karabakh i Zangezur, amb la intenció d'annexionar Karabakh a l'Azerbaidjan. El 1919, sota l'amenaça d'extermini, el Consell de Karabakh va acordar sota coacció reconèixer provisionalment i sotmetre's a la jurisdicció azerbaidjana fins que el seu estatus es pogués decidir a la Conferència de Pau de París el 1919. L'Alt Karabakh fou cedit a l'Azerbaidjan el setembre de 1920. Les forces armènies de la regió no acceptaren la cessió i proclamaren la República Autònoma de Siunik i el 1921 la República de l'Armènia Muntanyosa, però els bolxevics àzeris van sotmetre la regió, que més tard va formar un districte autònom dins l'Azerbaidjan.
El 1989 els armenis de la regió es van aixecar i després, amb ajuda d'Armènia, van dominar la regió i les zones adjacents, i el 1991 van proclamar la República d'Artsakh, no reconeguda per cap país del món. Com a resultat dels enfrontaments entre l'Azerbaidjan i l'Artsakh de 2023, el territori fou recuperat per Azerbaidjan.

## Mapes

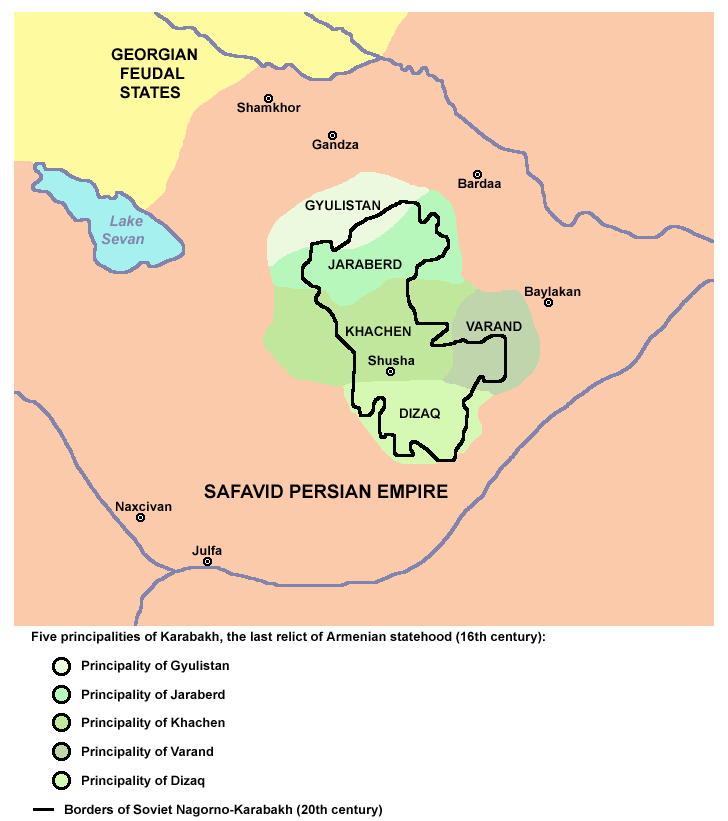
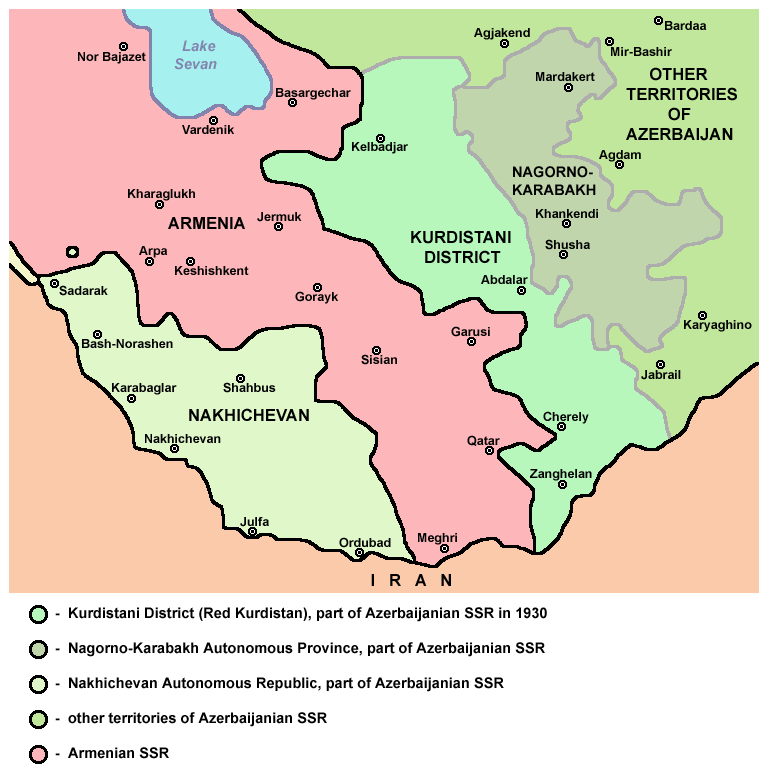
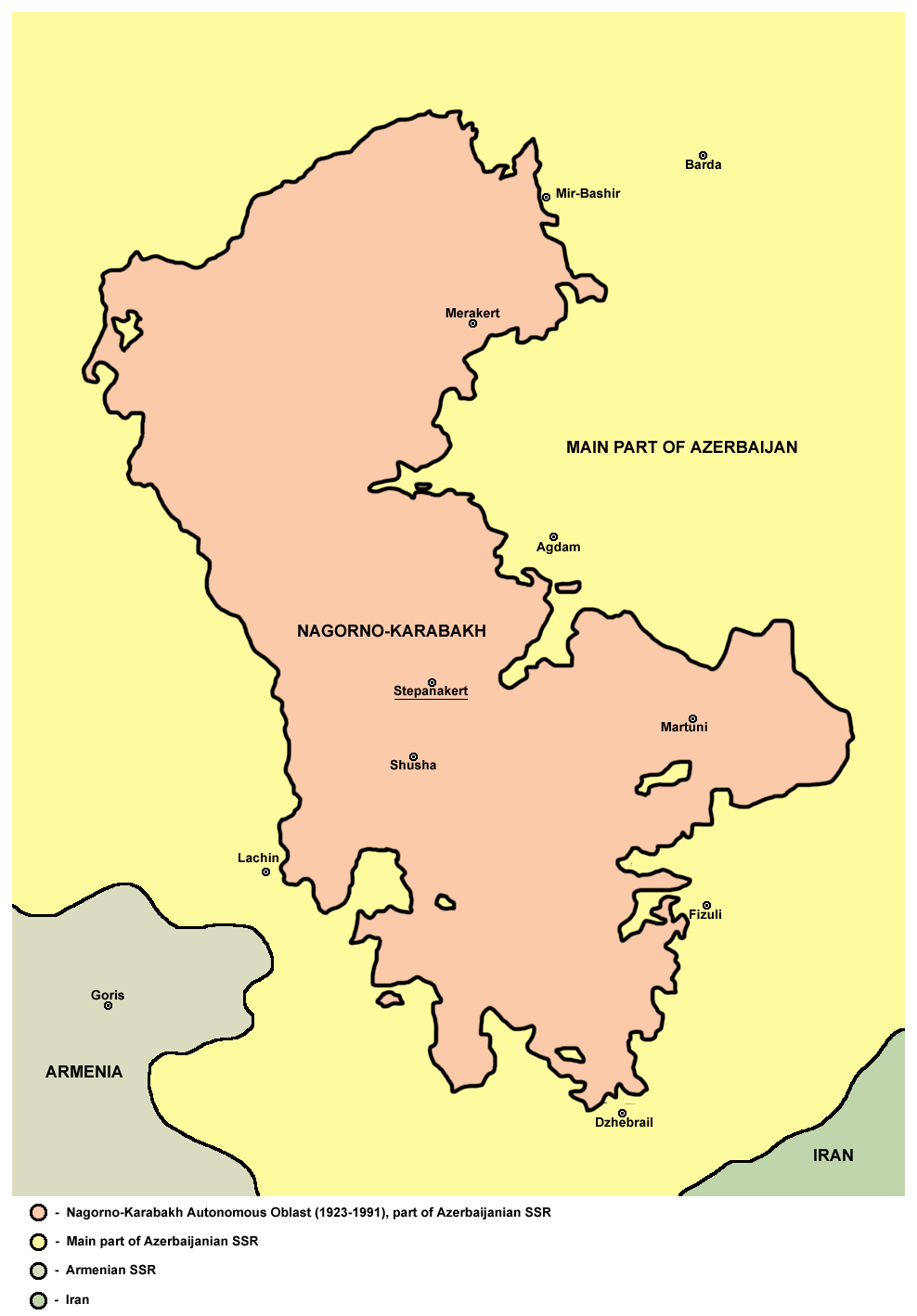
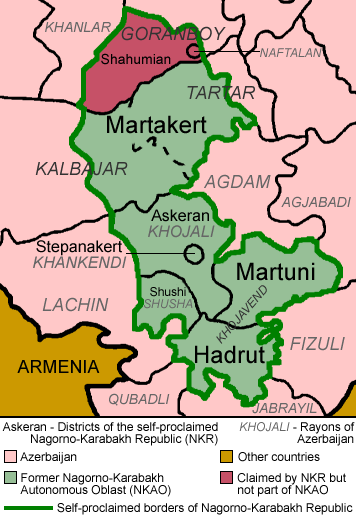
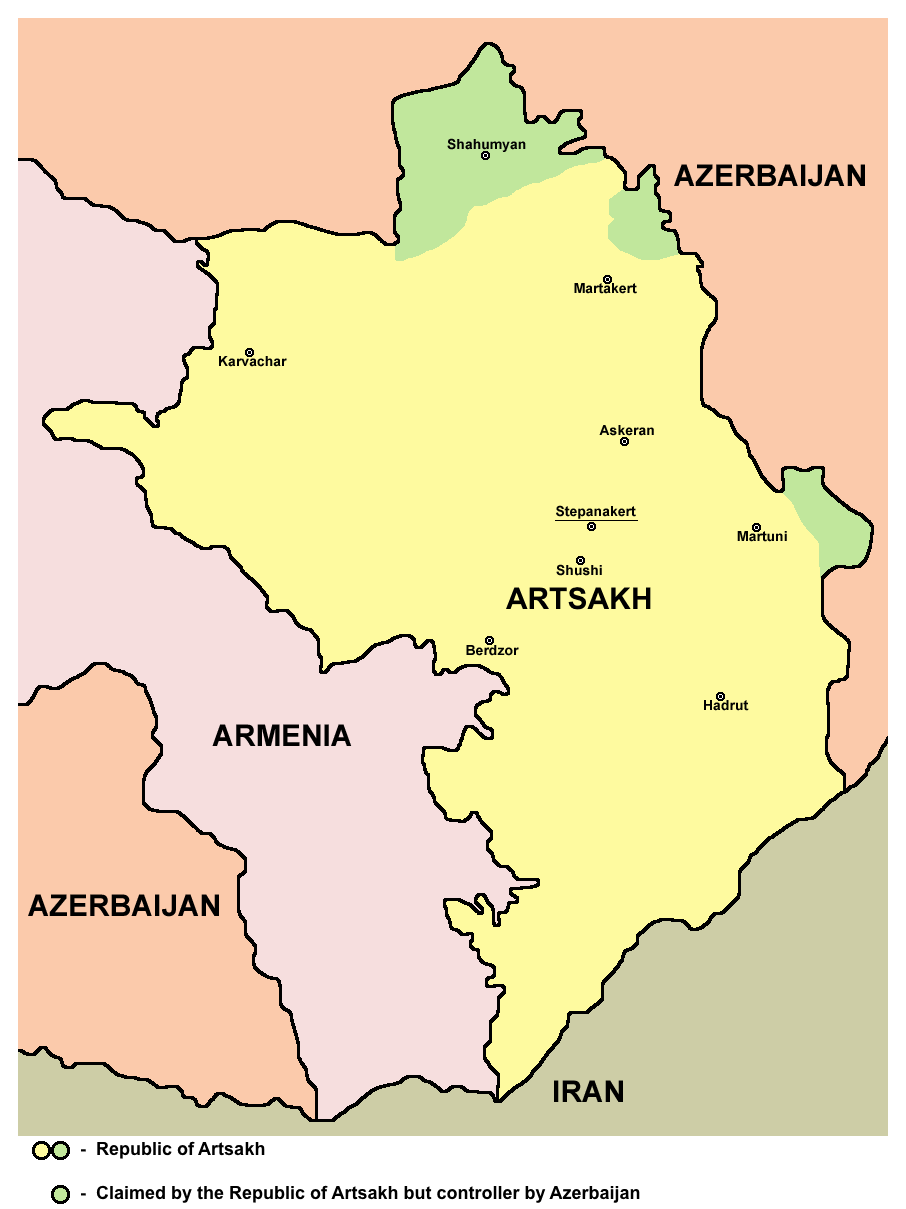